# Charles Zwolsman
Charles Zwolsman, Jr. (Lelystad, 15 de junho de 1979) é um automobilista holandês que competiu na Champ Car em 2005 e 2006.
Ele é filho do piloto de corridas de carros esportivos e criminoso homônimo, falecido em 2011.